# Réseau routier départemental français
En France, les routes départementales sont des routes gérées par les départements. Elles correspondent généralement à des liaisons au niveau local ou régional, qui servent à relier routes nationales, routes métropolitaines et voies communales.
Elles représentent plus de la moitié de la mortalité routière, mais seulement un tiers du kilométrage du réseau routier.

## Histoire
L'histoire des routes départementales est étroitement liée à l'histoire des départements.

### XVIIIesiècle

#### Départements, création de la Révolution de 1789
Le département est né avec la Révolution française, le 22 décembre 1789. Le mot « département » vient du verbe « départir » qui signifie, en vieux français, partager. Les départements sont à l’époque dotés d’un conseil départemental. Cette assemblée délibérante désigne son président et un directoire exécutif permanent.
En 1800, l’organisation est remaniée, le conseil général apparaît. Un préfet, un conseil de préfecture et un conseil général sont mis en place dans chaque département. Le préfet détient seul le pouvoir exécutif laissant au conseil général son rôle d’assemblée délibérante.

### XIXesiècle

#### Création des routes départementales (1813)
C'est le décret du 16 décembre 1811 qui institue véritablement ce que l'on a coutume d'appeler la grande voirie, placée sous l'autorité du ministère des Travaux publics. L’article 1er de ce décret indique que toutes les routes de l’Empire sont divisées en routes impériales et routes départementales.
Les routes impériales sont de trois classes :
- La première classe : ce sont celles qui, partant de Paris, aboutissent à une des extrémités de l'Empire ;
- La deuxième classe : Ce sont celles qui, sans passer par la capitale, sont pourtant considérées comme étant d'une utilité générale ;
- La troisième classe regroupe celles qui sont plus particulièrement utiles aux localités qu'elles traversent.

Les routes départementales sont toutes les grandes routes relevant antérieurement de la dénomination de routes de troisième classe.
Les routes nationales, dont l'ouverture n'est possible qu'après une enquête administrative et la promulgation d'une loi, ont leur entretien entièrement à la charge de l'État alors que celui des routes départementales demeure à la charge des départements et des collectivités territoriales. Leur construction nécessite seulement, après une enquête administrative, une délibération du conseil général et un décret. Les routes nationales comme les routes départementales reçoivent un numéro.
À la suite du décret du 16 décembre 1811 qui prévoit la création et un nouveau classement pour les routes départementales paraît, par décret du 7 janvier 1813, le tableau officiel des premières routes départementales.
Sous la Restauration est établi un état-statistique des routes royales de France en 1824 sous la direction de Louis Becquey (1760-1849), directeur général des Ponts et Chaussées et des Mines. Cet état nous renseigne de façon détaillée sur l'état des routes.
| Statut des routes départementales | Longueur (km) | dont pavées |
| --------------------------------- | ------------- | ----------- |
| à l'état d'entretien              | 14 289 km     | 20 %        |
| à réparer                         | 14 349 km     | 7 %         |
| à terminer                        | 3 439 km      | 5 %         |
| Total                             | 32 077 km     |             |
| Routes non ouvertes               | 1 458 km      |             |
| Total                             | 33 535 km     |             |

#### Création de la voirie vicinale (1836)

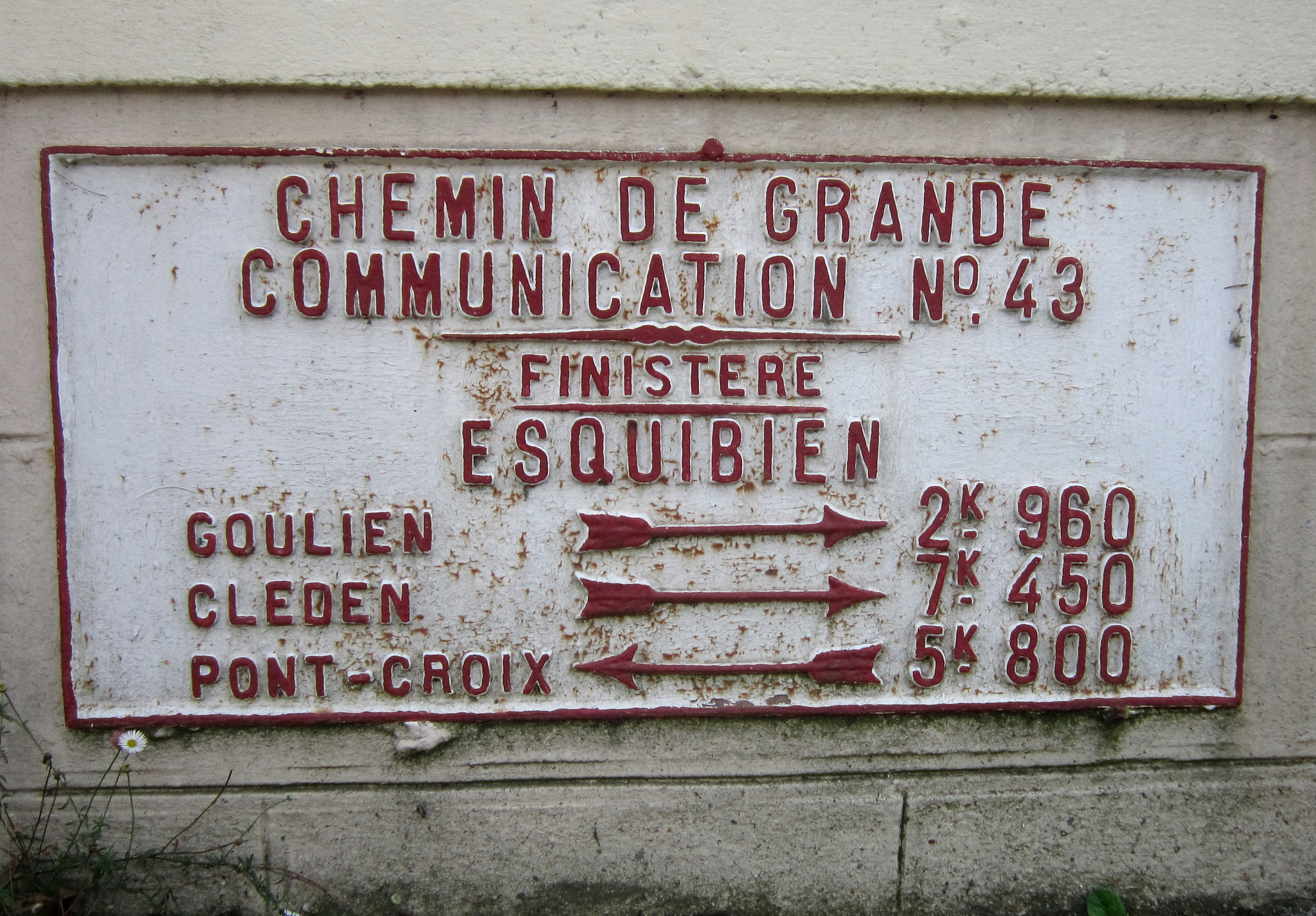
Esquibien : ancien panneau routier (plaque de cocher) du "Chemin de grande communication" n°43 (au carrefour avec le "Chemin vicinal ordinaire" n°3).

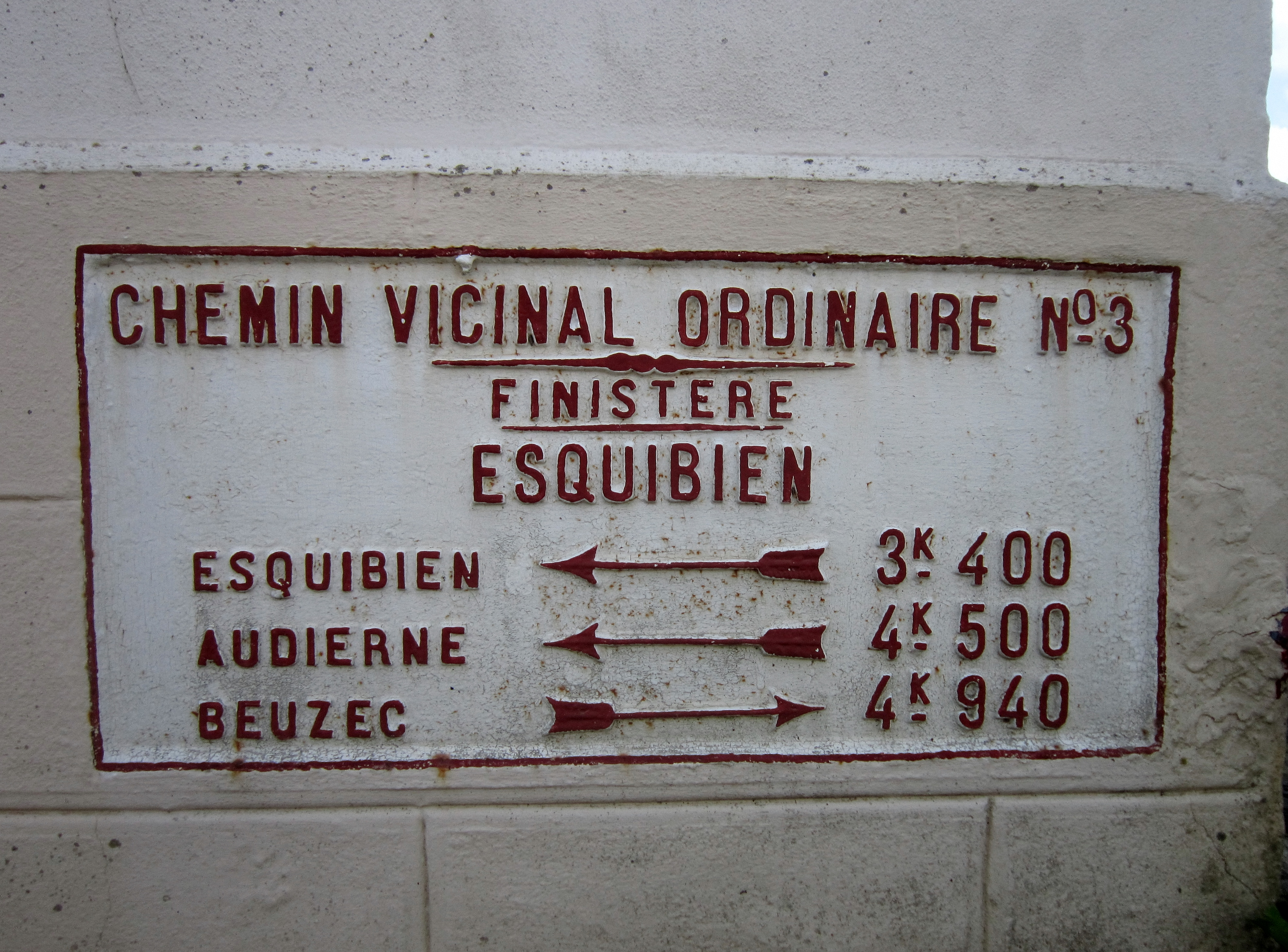
Esquibien : ancien panneau routier du "Chemin vicinal ordinaire" n°3 (au carrefour avec le "Chemin de grande communication" n°43).

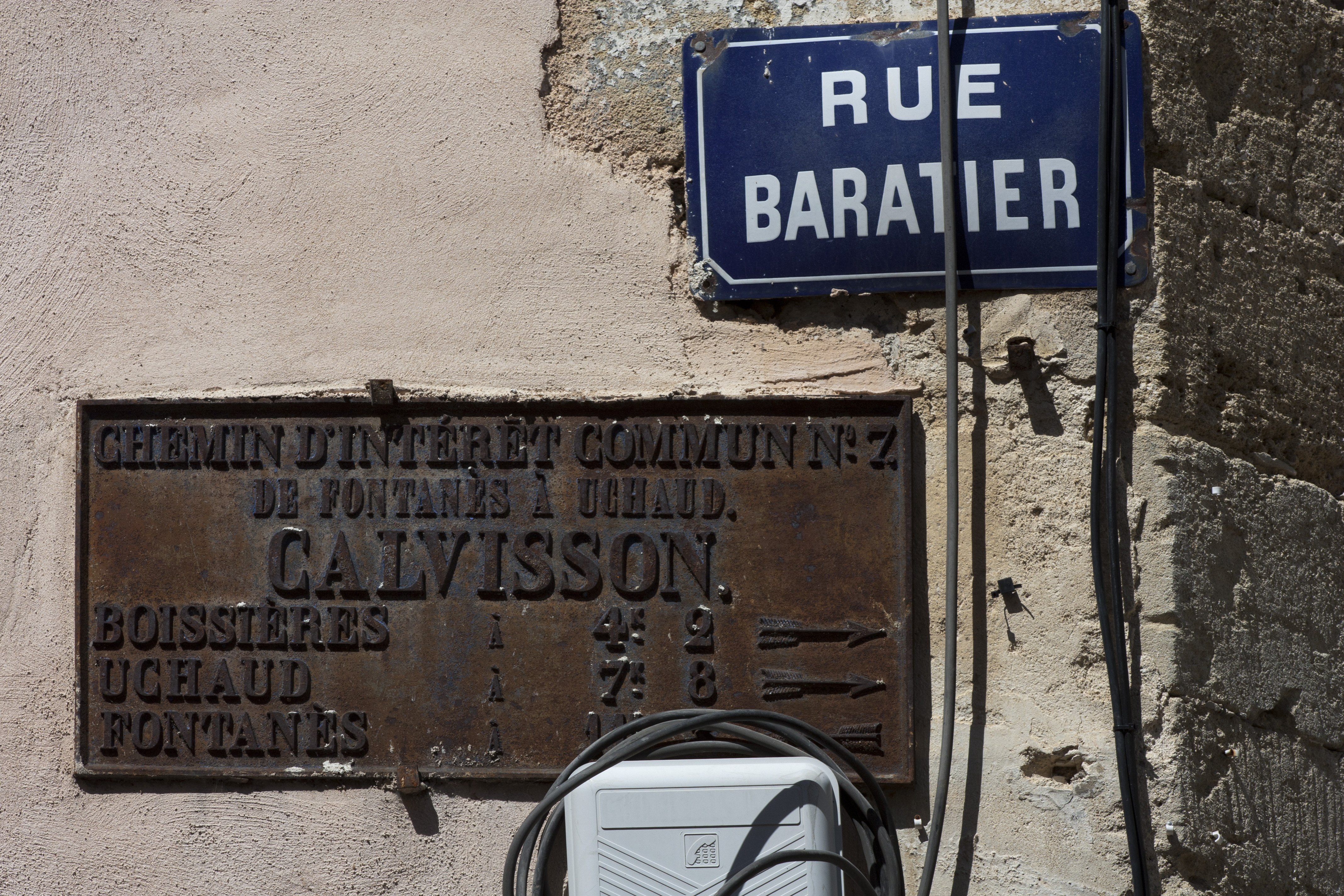
Plaque de C.I.C.

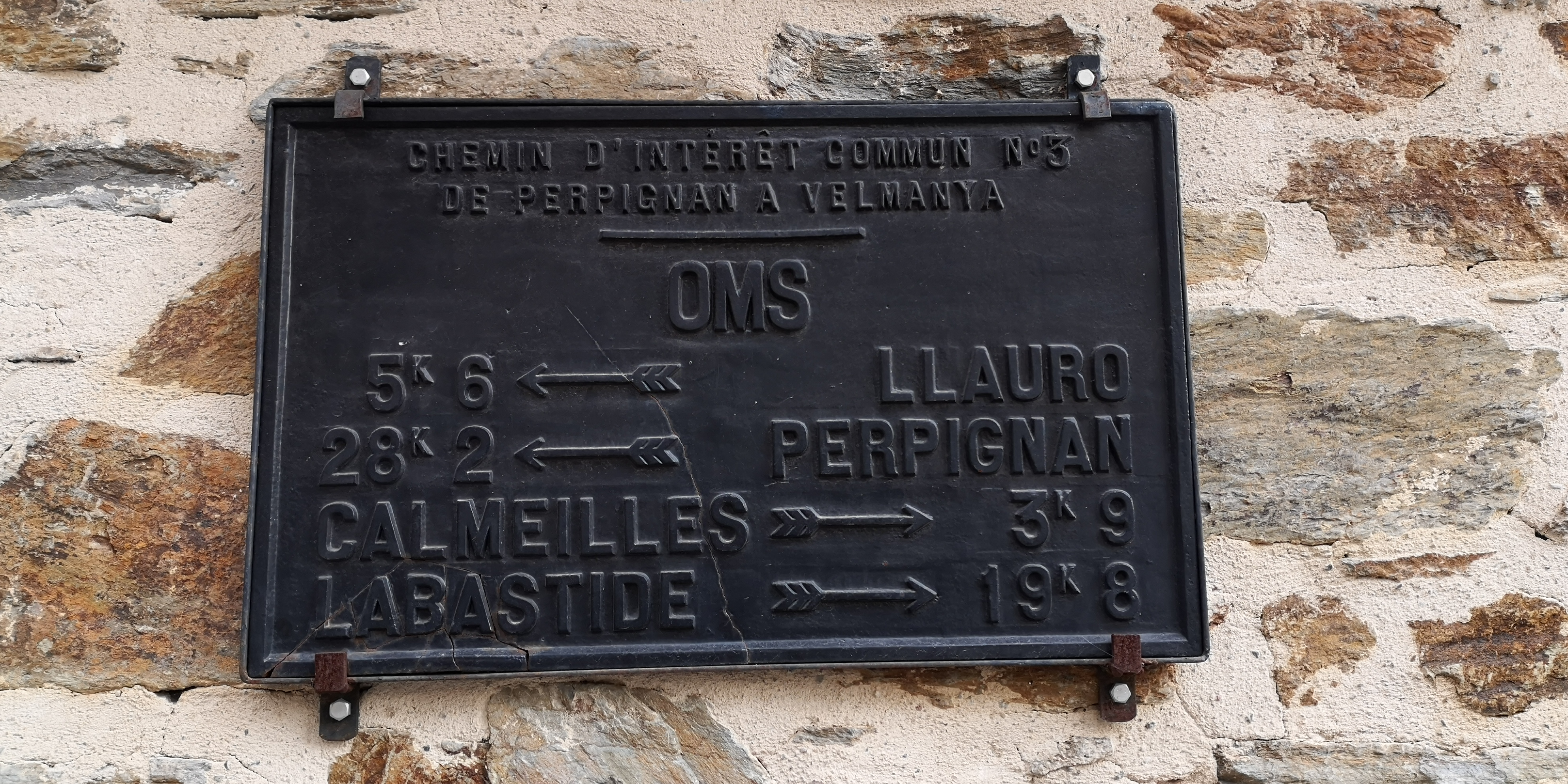
Plaque matérialisant le Chemin d'Intérêt commun n°3 à Oms (Pyrénées-Orientales)

La loi du 21 mai 1836, dite de Thiers-Montalivet, crée la voirie vicinale décomposée en deux catégories :
- la voirie communale non classée (chemins ruraux, voirie communale) dont la construction et l'entretien restent entièrement à la charge des communes.
- les chemins vicinaux classés (chemins de grande communication ou "CGC", chemins d'intérêt commun ou "C.I.C". et chemins vicinaux ordinaires) gérés grâce aux subventions du Conseil général mais placés sous le contrôle du préfet.

Cette loi impose également l'entretien obligatoire des chemins par des prestations ou des centimes spéciaux. Elle distingue les chemins de grande communication qui pouvaient être subventionnés sur les fonds départementaux et crée les agents voyers.
L'effort continua sous Napoléon III, qui écrivait en 1861 : « Les communes rurales, si longtemps négligées, doivent avoir une large part dans les subsides de l'État ; car l'amélioration des campagnes est encore plus utile que la transformation des villes. Il faut surtout poursuivre avec vigueur l'achèvement des chemins vicinaux ; c'est le plus grand service à rendre à l'agriculture ». D'où la loi du 11 juillet 1868 relative à cet achèvement, avec subventions et possibilité d'emprunts, et finalement la loi du 12 mars 1880, votant de nouvelles ressources en étendant un peu le réseau. Si bien qu'avant la fin du XIXe siècle, ce réseau comportait 135 000 km de chemins de grande communication, 75 000 km de chemins d'intérêt commun et 254 000 km de chemins vicinaux ordinaires. Avec les routes nationales et départementales, on avait bien obtenu ainsi l'objectif longtemps rêvé d'un kilomètre de voie par kilomètre carré de territoire, qui faisait du réseau français le plus dense, sinon le premier, du monde.

#### Le département devient une collectivité (1871)
Le département qui est une circonscription administrative de l’État devient une collectivité territoriale par la loi du 10 août. La commission départementale est créée. Cette commission assure la permanence de l’assemblée départementale et contrôle l’administration préfectorale, mais le préfet reste l’exécutif du département sur le Conseil Général.

### XXesiècle

#### L’apogée du réseau routier national (1930)
La loi du 16 avril 1930 autorise le classement dans la voirie nationale de 40 000 km de routes et chemins appartenant à la voirie départementale et communale et définit ainsi ce que l’on a appelé à l’époque le « nouveau réseau », par opposition à l’« ancien réseau » qui était resté stable dans son tracé, depuis le décret du 8 septembre 1811.

#### Apparition des chemins départementaux (1938)
Le décret-loi du 14 juin 1938 regroupe les Chemins de Grande Communication et Chemins d’Intérêt Commun avec les routes départementales pour former la catégorie des chemins départementaux (CD), propriété du département et cessant alors d'être à la charge des communes.

#### Rattachement du service vicinal au service des ponts et chaussées (1940)
Le décret du 15 octobre 1940 organise le rattachement du service vicinal au service des ponts et chaussées. Le décret très bref du gouvernement de Vichy ne permet pas de se rendre compte des raisons de cette réorganisation. Toujours est-il que celle-ci, non remise en cause à la Libération, perdurera jusqu’à la mise en place des lois de décentralisation.
Jusqu’à cette échéance, les services ordinaires des ponts et chaussées, puis les directions départementales de l’équipement assurent une gestion unifiée des réseaux routiers départemental et national.

#### Premier grand transfert de routes nationales (1972)
En 1972, l’État a transféré 53 000 kilomètres de routes nationales sans aucune clause de remise à niveau dans le domaine public départemental.

#### Actes I de la décentralisation (1982)
La loi de décentralisation du 2 mars 1982, transfère l’exercice du pouvoir départemental du préfet au président du conseil général. Cette loi reconnaît au conseil général le plein exercice de ses attributions. Depuis cette date, le département est administré par deux organes : un organe délibérant (l’assemblée départementale), et un organe exécutif (le président du conseil général). Les compétences du conseil général sont accrues et nouvelles pour la plupart. Elles touchent à la vie quotidienne des citoyens.
Ce n’est qu’avec la loi du 2 décembre 1992 que la décentralisation va concerner la gestion des routes nationales. Cette loi aboutit à une réorganisation interne de nombreuses DDE (potentiellement, 25 000 agents sont concernés) en vue d’identifier les parties de service intervenant exclusivement pour le compte du département. Il ne s’agit pas encore d’un transfert, mais il y a bien « partition » (terme employé dans les DDE) des services, se traduisant par la création de subdivisions départementales. Les agents de ces subdivisions sont sous l'autorité fonctionnelle du président du conseil général et sous l'autorité hiérarchique de l'État. Un statut hybride de double autorité qui ne pouvait pas être pérenne.

### XXIesiècle

#### Actes II de la décentralisation – Transfert desroutes nationales d’intérêt local(2004)
La loi de décentralisation du 13 août 2004 a abouti au transfert de deux tiers du réseau routier national aux départements.

## Gestion des routes départementales
Les services techniques départementaux ont pour mission la mise en œuvre des politiques du Département dans le domaine routier, cela comprend les études d’aménagement  et de modernisation des voiries, la conduite des travaux, la maîtrise d’œuvre et la gestion du domaine public, le partenariat avec les collectivités locales pour les affaires d’urbanisme, l’instruction des demandes de subvention, l’entretien et l’exploitation des routes et des dépendances.
La catégorisation des réseaux routiers départementaux varie selon des départements : la majorité des départements gèrent trois ou quatre catégories de routes, alors que le nombre de catégories peut être de un à sept dans d'autres départements.
Par exemple, dans la Manche, le réseau de première catégorie est dit « réseau structurant » et accueille un trafic supérieur à 5 000 véhicules par jour, avec continuité d'itinéraire et largeur de chaussée de sept mètres et largeur des accotements de 2,50 m et créneaux de dépassement. À l'opposé, le réseau de quatrième catégorie, dit « d'intérêt local », y est constitué d'un  trafic faible avec une largeur de chaussée inférieure à quatre mètres.

## Caractéristiques du réseau routier départemental
Au 31 décembre 2009, la longueur totale du réseau routier départemental s'établit à 377 986 km.
Les RD représentent 36 % du linéaire des réseaux routiers nationaux en 2011.
222 milliards de kilomètres y sont parcourus par des véhicules, ce qui représente 39 % des parcours sur réseaux routiers nationaux.
2 621 personnes y ont trouvé la mort à la suite d'un accident survenu en 2011, ce qui représente 66 % des décès routiers.
De ce fait, le réseau départemental est considéré deux fois plus mortel que l'ensemble des réseaux nationaux (tous types de voiries confondus).
En 2018, 2103 personnes y ont été tuées, soit 65 % du total, dont 1667 hors agglomération soit 83 % du total.
En 2020, 1445 personnes y ont été tuées (en dehors des 22 métropoles), soit 57 % du total, dont 80 % hors agglomération.
La répartition par département est la suivante :
| Département                |       |
| -------------------------- | ----- |
| 01 Ain                     | 4 450 |
| 32 Gers                    | 3 552 |
| 64 Pyrénées-Atlantiques    | 4 488 |
| 02 Aisne                   | 5 477 |
| 33 Gironde                 | 6 468 |
| 65 Hautes-Pyrénées         | 2 940 |
| 03 Allier                  | 5 209 |
| 34 Hérault                 | 5 110 |
| 66 Pyrénées-Orientales     | 2 157 |
| 04 Alpes-de-Haute-Provence | 2 567 |
| 35 Ille-et-Vilaine         | 5 217 |
| 67 Bas-Rhin                | 3 654 |
| 05 Hautes-Alpes            | 1 958 |
| 36 Indre                   | 4 977 |
| 68 Haut-Rhin               | 2 593 |
| 06 Alpes-Maritimes         | 2 621 |
| 37 Indre-et-Loire          | 3 849 |
| 69 Rhône                   | 3 154 |
| 07 Ardèche                 | 3 808 |
| 38 Isère                   | 5 160 |
| 70 Haute-Saône             | 3 367 |
| 08 Ardennes                | 3 355 |
| 39 Jura                    | 3 542 |
| 71 Saône-et-Loire          | 5 278 |
| 09 Ariège                  | 2 630 |
| 40 Landes                  | 4 238 |
| 72 Sarthe                  | 4 292 |
| 10 Aube                    | 4 507 |
| 41 Loir-et-Cher            | 3 434 |
| 73 Savoie                  | 3 146 |
| 11 Aude                    | 4 591 |
| 42 Loire                   | 3 795 |
| 74 Haute-Savoie            | 2 928 |
| 12 Aveyron                 | 5 918 |
| 43 Haute-Loire             | 3 415 |
| 75 Ville de Paris          | -     |
| 13 Bouches-du-Rhône        | 3 063 |
| 44 Loire-Atlantique        | 4 444 |
| 76 Seine-Maritime          | 6 434 |
| 14 Calvados                | 5 575 |
| 45 Loiret                  | 3 637 |
| 77 Seine-et-Marne          | 4 363 |
| 15 Cantal                  | 4 000 |
| 46 Lot                     | 4 026 |
| 78 Yvelines                | 1 577 |
| 16 Charente                | 5 110 |
| 47 Lot-et-Garonne          | 2 944 |
| 79 Deux-Sèvres             | 3 878 |
| 17 Charente-Maritime       | 6 003 |
| 48 Lozère                  | 2 289 |
| 80 Somme                   | 4 554 |
| 18 Cher                    | 4 632 |
| 49 Maine-et-Loire          | 4 949 |
| 81 Tarn                    | 4 132 |
| 19 Corrèze                 | 4 763 |
| 50 Manche                  | 7 762 |
| 82 Tarn-et-Garonne         | 2 473 |
| 2A Corse-du-Sud            | 1 999 |
| 51 Marne                   | 4 186 |
| 83 Var                     | 2 934 |
| 2B Haute-Corse             | 2 459 |
| 52 Haute-Marne             | 3 861 |
| 84 Vaucluse                | 2 337 |
| 21 Côte-d’Or               | 5 890 |
| 53 Mayenne                 | 3 687 |
| 85 Vendée                  | 4 583 |
| 22 Côtes-d’Armor           | 4 499 |
| 54 Meurthe-et-Moselle      | 3 286 |
| 86 Vienne                  | 4 671 |
| 23 Creuse                  | 4 353 |
| 55 Meuse                   | 3 524 |
| 87 Haute-Vienne            | 3 980 |
| 24 Dordogne                | 4 968 |
| 56 Morbihan                | 4 158 |
| 88 Vosges                  | 3 221 |
| 25 Doubs                   | 3 708 |
| 57 Moselle                 | 4 274 |
| 89 Yonne                   | 4 860 |
| 26 Drôme                   | 4 225 |
| 58 Nièvre                  | 4 381 |
| 90 Territoire-de-Belfort   | 536   |
| 27 Eure                    | 4 379 |
| 59 Nord                    | 5 312 |
| 91 Essonne                 | 1 375 |
| 28 Eure-et-Loir            | 7 495 |
| 60 Oise                    | 4 075 |
| 92 Hauts-de-Seine          | 398   |
| 29 Finistère               | 3 552 |
| 61 Orne                    | 5 818 |
| 93 Seine-Saint-Denis       | 342   |
| 30 Gard                    | 4 485 |
| 62 Pas-de-Calais           | 6 191 |
| 94 Val-de-Marne            | 422   |
| 31 Haute-Garonne           | 6 646 |
| 63 Puy-de-Dôme             | 7 258 |
| 95 Val-d’Oise              | 1 267 |

Les fiches par départements ci-dessus ont vocation à présenter une vision de la route, toutes catégories confondues (autoroutes, routes nationales, routes départementales, voies communales) au travers des aspects : cartographie, longueurs, histoire, événements anciens et récents.

## Accidents corporels
En 2020, les routes départementales comptent 27 200 blessés.
Pour des raisons techniques, il est temporairement impossible d'afficher le graphique qui aurait dû être présenté ici.